# اقتصاد اردن
اقتصاد اردن، اقتصادی کوچک با منابع طبیعی محدود است همراه با معضلاتی چون کمبود منابع آب، نفت و دیگر منابع معدنی و اتکای شدید به کمک‌های خارجی دارد. این کشور در حال حاضر راه‌هایی برای گسترش تأمین آب محدود خود می‌یابد و به ویژه از طریق همکاری‌های منطقه‌ای از منابع موجود خود استفاده بهتری می‌برد. همچنین اردن در تأمین قسمت اعظمی از نیازهای انرژی خود به منابع خارجی وابسته‌است. در خلال دهه ۹۰، نیازهای نفت خام این کشور از وارداتی که از عراق و دیگر کشورهای همسایه می‌شد تأمین می‌گردید. از اوائل سال ۲۰۰۳، نفت مورد نیاز اردن توسط کشورهای عضو شورای همکاری خلیج فارس تأمین می‌شده‌است. علاوه بر آن، خط لوله انتقال گاز عرب از مصر به شهر بندری عقبه واقع در جنوب اردن در سال ۲۰۰۳ تکمیل شد. دولت در نظر دارد این خط انتقال گاز را به شمال و تا منطقه امان و مناطق ورای آن گسترش دهد.
از سال ۲۰۰۰ به این سو، صادرات محصولات تولیدی سبک، که عمدتاً شامل منسوجات و پوشاک تولید شده در مناطق صنعتی استاندارد) QIZ) که بدون تعرفه و سهمیه وارد آمریکا می‌شود، نیروی پیش برنده رشد اقتصاد این کشور بوده‌است. اردن در سال ۱۹۹۷ که میزان تجارت دو جانبه ۳۲۱ میلیون پوند (۳۹۵ میلیون دلار) بود، ۶/۵ میلیون پوند (۹/۶ میلیون دلار) کالا صادر کرد و در سال ۲۰۰۲ در حالی که میزان تجارت دوجانبه این کشور به ۸۵۵ میلیون پوند (۰۵/۱ میلیارد دلار) رسیده بود، صادرات کالای آن به ۵۳۸ میلیون پوند (۶۶۱ میلیون دلار) رسید. رشد مشابهی که در صادرات اردن به آمریکا با قرارداد تجارت آزاد آمریکا- اردن که دوجانبه می‌باشد و در دسامبر سال ۲۰۰۱ به اجرا درآمد، صادرات اردن به اروپا به موجب قرارداد دوجانبه انجمنی و صادرات اردن به دیگر کشورهای منطقه مشاهده می‌شود، نوید بخش آن است که اقتصاد اردن از حالت ستنی آن که وابستگی به صادرات فسفات و پتاس، پولهای خارجی و کمکهای دیگر کشورها بوده‌است، فاصله گرفته‌است.
دولت وعده‌داده است که فناوری اطلاعات (IT) و گردشگری نیز به بخش‌هایی تبدیل خواهند شد که رشد نوید بخشی در آن‌ها به وجود خواهد آمد. منطقه اقتصادی ویژه عقبه (ASEZ که مالیات کمی به آن تعلق می‌گیرد و مقررات سهل گیرانه‌ای در آن حاکم است به عنوان چهارچوبی که توسط دولت یرای رشد اقتصادی تحت هدایت بخش خصوصی تأمین شده، در نظر گرفته می‌شود.
قرارداد تجارت آزاد (FTA) بین اردن و آمریکا که در دسامبر ۲۰۰۱ نافذ شد، تا سال ۲۰۱۰ تقریباً تمامی عوارض متعلق به کالا و خدمات را به تدریج حذف خواهد کرد. این قرارداد همچنین زمنیه را برای بازار آزاد بیشتر در زمنیه ارتباطات، ساختمانی، مالی، بهداشت، حمل و نقل، خدمات و اعمال سختگیرانه استانداردهای بین‌المللی با هدف حمایت از مالکیت معنوی فراهم می‌آورد.
در سال ۱۹۹۶، آمریکا و اردن قرارداد هواپیمایی درون‌مرزی امضا کردند که زمینه را برای حریم هوایی آزاد میان دو کشور فراهم آورد و پیمان آمریکا- اردن به منظور حمایت و تشویق سرمایه‌گذاری دو جانبه در سال ۲۰۰۳ به اجرا درآمد. اردن از سال ۲۰۰۳ به عضویت سازمان تجارت جهانی درآمده‌است.
پس از به کارگیری FTA، صادرات صنایع نساجی و پوشاک اردن از سال ۲۰۰۰ تا ۲۰۰۵ رشدی معادل ۲، ۰۰۰ در صد داشته‌است. بنا به اعلام کمیته کار ملی، که یک NGO مستقر در آمریکا است، اردن در زمینه فروش شکلات بخش تولیدات صادرات- محور رشد سریع و قابل توجهی داشته‌است.
در طبقه‌بندی بانک جهانی اردن در ردیف کشورهای با درآمد متوسط رو به پایین قرار می‌گیرد. سرانه تولید ناخالص ملی اردن برای سال ۲۰۰۳ تقریباً ۱، ۸۱۷ دلار (۱، ۴۹۷پوند) بوده و به‌طور میانگین ۵/۱۴٪ از جمعیت این کشور که از لحاظ اقتصادی فعال محسوب می‌شوند در سال ۲۰۰۳ بیکار بوده‌اند. سرانه تولید ناخالص ملی اردن در سال ۲۰۰۵ به ۴، ۲۰۰ دلار آمریکا رسیده‌است. سطح آموزش و ادبیات و میزان رفاه اجتماعی اردن در مقایسه با کشورهایی که دارای درآمدی مشابهی هستند، بالا است.
میزان رشد جمعیت اردن بالاست که البته در سال‌های اخیر با کاهشی مواجه شده و در حال حاضر به ۸/۲٪ رسیده‌است. یکی از مهم‌ترین فاکتورها در ارتباط با تلاش دولت برای بهبود رفاه اجنماعی شهروندان، ثبات اقتصاد کلان این کشور است که از دهه ۹۰ به آن سو محقق و میسر شده‌است. با وجود این، میزان بیکاری در این کشور بالاست. رقم رسمی اعلام شده برای بیکاری در اردن ۵/۱۲٪ و رقم غیررسمی آن حدود ۳۰٪ است. میزان تورم قیمت‌ها پایین است و در سال ۲۰۰۳ به ۳/۲٪ رسید. گردش پول نیز در اردن با ثبات بوده و نرخ ارز آن از سال ۱۹۹۵ با دلار آمریکا تعیین می‌شده‌است.
هر چند که اردنی‌های در صدد انجام اصلاح اقتصادی و افزایش میزان تجارت کشور خود هستند، با این حال اقتصاد اردن کماکان در برابر شوکهای خارجی و ناآرامی‌های منطقه‌ای آسیب‌پذیر است. اگر در منطقه آرامش نباشد، چنین به نظر می‌رسد که رشد اقتصادی محکوم به قرار گرفتن زیر ظرفیت و توان بالقوه آن است. اما در خصوص جنبه مثبت و خوش‌بینانه اردن می‌توان از ظرفیت و توانایی آن در انرژی خورشیدی یاد کرد که مرهون صحراهای این کشور است. این انرژی خورشیدی نه تنها برای تولید الکتریسیته عاری از آلودگی، بلکه برای انجام کارهای جانبی از قبیل شیرین سازی آب دریا تعاونی فرامدیترانه‌ای انرژی قابل تجدید (TREC). به کار می‌آید.

## کمک‌های خارجی
اقتصاد اردن به دلیل نیاز به کمک‌های خارجی در قالب وام یا کمک‌های بلاعوض به‌طور ملموسی از اقتصاد کشورهای منطقه و فرامنطقه‌ای تأثیر می‌پذیرد، مهم‌ترین مشکل اردن کسری بودجه سالیانه بوده با توجه به اینکه اردن از واردکنندگان نفت خام به‌شمار می‌رود. در خبری در تیرماه سال ۱۳۹۳ اعلام شد که دولت کانادا در کنار فیلیپین، میانمار، مغولستان، بورکینافاسو و کنگو، کشور اردن را نیز به فهرست «کشورهای در اولویت کمک‌های خارجی کانادا» خواهد افزود و این اولین باری است که اردن در فهرست کمک‌های کانادا قرار می‌گرفت. وزیر توسعه دولت کانادا در توضیح این اقدام گفت: اردن گرفتار پیامدهای جبران ناپذیر پناهندگان متواری از جنگ داخلی سوریه شده‌است. وی با اشاره به تأثیرپذیری شدید منطقه از بحران سوریه، گفت: «حتی اگر بحران سوریه «فردا» به پایان برسد، اما سال‌های مدیدی لازم است تا اوضاع منطقه به سامان برسد». وی در پایان گفت: «به رغم اقتصاد با درآمد متوسط اردن، مشکلات عظیمی این کشور را دربرگرفته است؛ بنابراین اردن شامل کمک‌های خارجی کانادا خواهد شد».